# إنريكي كروز
إنريكي كروز (بالإنجليزية: Enrique Cruz)‏ هو لاعب كرة قاعدة دومينيكاوي، ولد في 21 نوفمبر 1981 في سانتو دومينغو في جمهورية الدومينيكان.

## وصلات خارجية
- إنريكي كروز على موقعبيزبول رفرنس.كوم (الدوري الرئيسي) (الإنجليزية)
- إنريكي كروز على موقعبيزبول رفرنس.كوم (الدوري الثانوي) (الإنجليزية)
- إنريكي كروز على موقع مشجعي الرسوم البيانية (الإنجليزية)